# Kymijoki
Kymijoki (sv: Kymmene älv) er en flod i det sydlige Finland. Den har sit udspring i Päijänne-søen og løber ud i Den Finske Bugt i nærheden af byen Kotka. Den er en af de største floder i det sydlige Finland og udnyttes i stor stil til vandkraft. Byerne Kotka, Anjalankoski og Kuusankoski langs floden er centre for produktion af papirmasse og papir. 
Floden deler sig ved Pernoo, 12 km fra havet, og løber ud i havet på fem forskellige steder. 
Det vestligste af Kymijokas løb udgjorde grænsen mellem Sverige og Rusland i perioden fra 1743-1809. Den del af Finland, som lå øst for floden blev senere kaldt Gamle Finland. Gamle Finland blev lagt sammen med resten af Finland i Storfyrstendømmet Finland i 1812. 

## Galleri
- Vandkraftværket fra 1933 ved Ahvenkoski strømfaldene i Kymijoki.
- Floden foran kraftværket. Her gik grænsen 1743-1809.
- Stråka slusen på Kymijoki floden. Bygget i starten af det 20. århundrede.

## Eksterne links
- Kymijoki

60°29′26″N 26°27′09″Ø / 60.4905°N 26.4525°Ø